# 石英危机

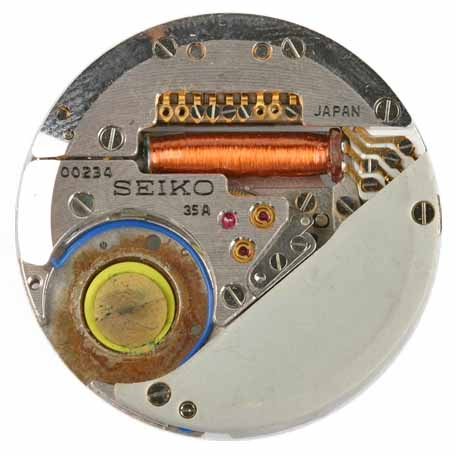
日本精工公司 Astron 的石英机芯，攝於1969年德国钟表博物馆

石英危機（英文：quartz crisis），又稱石英革命（quartz revolution），是鐘錶製造業使用的名詞，意指20世纪70年代到80年代由于石英钟表的發明與傳播而引發的世界性鐘錶產業結構巨變。
石英危机期间，石英钟表在世界范围内大量替代了传统的机械钟表，给以生产机械钟表为基础的瑞士钟表行业造成了巨大冲击。 石英危机使得世界上大部分的钟表生产转移至亚洲，众多以石英电子技术为基础的钟表公司崛起，其中包括日本的精工（Seiko）、星辰（Citizen）以及卡西欧（Casio）。
石英危机产生的历史背景是起始于20世纪50年代末的全球性第三次科技革命（数字化革命）。 1969年12月，日本精工公司推出世界上第一枚石英表阿斯特隆（Astron），标志着石英危机的开始。 石英革命的核心技术进步包括使用石英机芯替代传统的机械机芯，还包括使用LED或者液晶电子显示屏（digital display）代替传统的机械模拟显示屏（analog display）。 总体而言，相比于传统的机械钟表，石英钟表的计时准确度有大幅度提高，而售价却远低于机械钟表。

## 历史

### 石英危机前

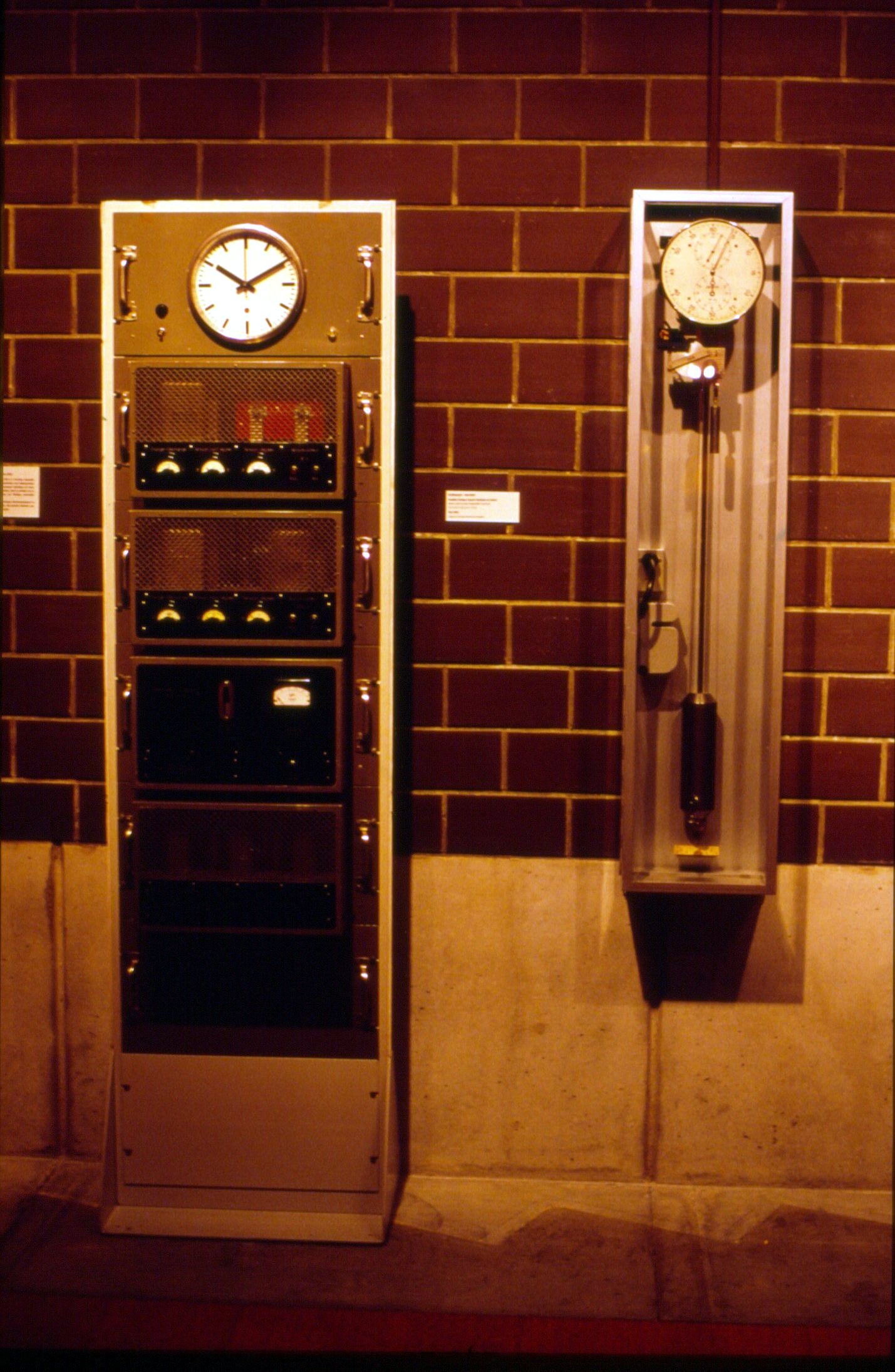
瑞士于第二次世界大战前生产的第一个石英钟（左），现存于瑞士拉绍德封的国际钟表博物馆。

第二次世界大战期间，瑞士的中立国身份使得瑞士的钟表行业得以持续生产供大众使用的消费计时产品，而其它主要国家的重心则转向生产战时的军用计时仪器。因此，瑞士钟表行业实际上垄断了钟表行业，1970年代前瑞士的钟表占据世界50%以上的市场份额。
1950年代初，美国的埃尔金制表公司（Elgin Watch Company）以及法国的Lip公司合作生产出了一枚由电池驱动的电子表，为石英表的诞生奠基。 尽管两公司合作只生产了电子表的原型，1957年美国汉弥尔顿钟表公司进一步生产出了电池驱动的手表（Hamilton 500）并推向市场。

### 石英危机起始
1950年底末以及1960年代初，日本精工公司（Seiko）开始与瑞士表业团体激烈竞争研发世界上第一款石英表，该瑞士的表业团体包括百达翡丽、伯爵、欧米伽等数家瑞士顶尖表行。 1962年，“电子制表中心（Centre Electronique Horloger）”在瑞士纳沙泰尔成立, 会员包括20家钟表制造商，专门负责研发石英钟表。
初期较为成功的可携带石英钟包括精工的晶体计时器QC-951（Seiko Crystal Chronometer QC-951），该计时器被用作1964年东京奥运会马拉松项目的备用计时器。 1966年，日本精工和瑞士浪琴在纳沙泰尔天文台（Neuchâtel Observatory）举行的年度竞赛中发布了世界上第一款石英怀表的原型。 1967年，瑞士的电子制表中心以及日本精工均在纳沙泰尔天文台竞赛中展示了石英腕表的原型。
1969年12月25日，日本精工率先制造出了世界上第一款石英表——阿斯特隆（Astron），标志着石英革命的开始。 而瑞士的第一枚石英表（Ebauches SA Beta 21）也于1970年4月的瑞士巴塞尔钟表展上亮相，该石英表使用的是Beta 1机芯，而后被许多钟表制造商所采用。 总体而言，相比于传统的机械钟表，石英钟表的计时准确度有大幅度提高。

### 石英崛起

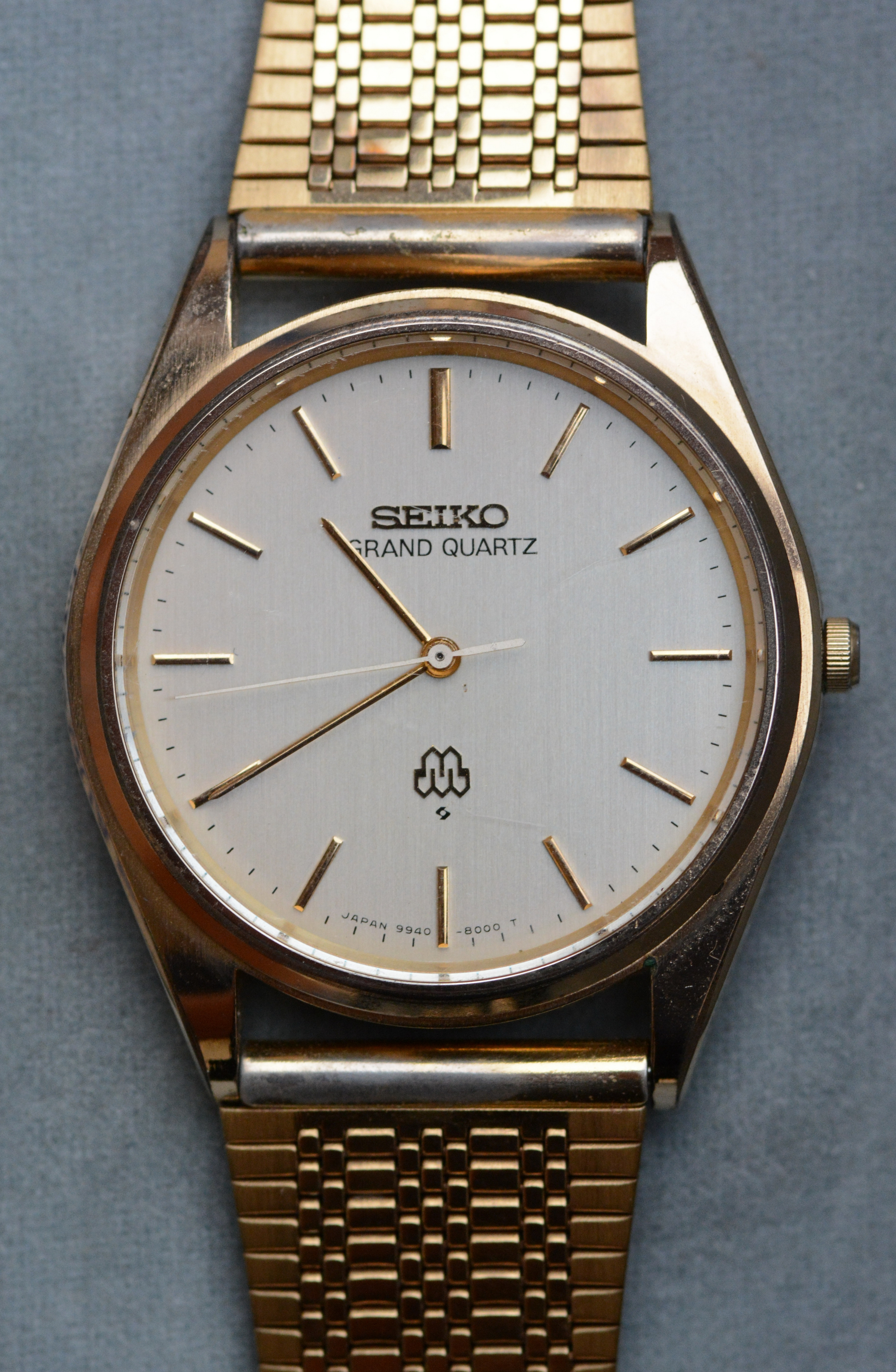
精工于1978年推出的 Grand Quartz 石英表。

1974年，欧米伽推出欧米伽海上航行时计（marine chronometer），配备2,400,000赫兹的石英电路，精确度高达误差12秒/年。1976年，欧米伽又推出石英计时器，而后又推出配备液晶显示屏的石英计时腕表。
儘管技術上達到了飛躍，瑞士鐘錶行業總體並未接納石英錶。 當時瑞士的機械錶在世界市場中佔據主導地位，並且以機械錶為基礎的製錶產業被奉為瑞士的國家象徵。 因此，瑞士的眾多表行認為沒必要生產電子表。 同時，瑞士以外的眾多製錶公司則不斷推進研發電子石英錶。 直至1978年，石英鐘錶市場份額超過機械錶，以石英技術為基礎的日本和美國製錶公司逐漸崛起，而瑞士的製錶行業停滯不前、陷入危機，故稱“石英危機（quartz crisis）”。
隨後，許多瑞士著名表行倒閉或消失，瑞士表業在經濟層面和心理層面陷入前所未有的危機。 1970年至1983年間，瑞士製錶師人數由1,600人跌至600人；1970年至1988年間，瑞士表業的從業人數由9萬人跌至2萬8千人。
而在瑞士之外，石英危机常被称为“石英革命（quartz revolution）”。在石英革命初期，美国众多以微电子技术为基础的公司崛起，大量生产廉价石英电子表，包括德州仪器、仙童半导体公司、美国国家半导体，等等。而后，日本和香港的公司逐渐取而代之，大量占有市场份额，导致部分美国公司倒闭破产，其它的美国电子技术公司则逐渐停止生产电子手表，而将重心转移到其它电子仪器上。

## 后续影响

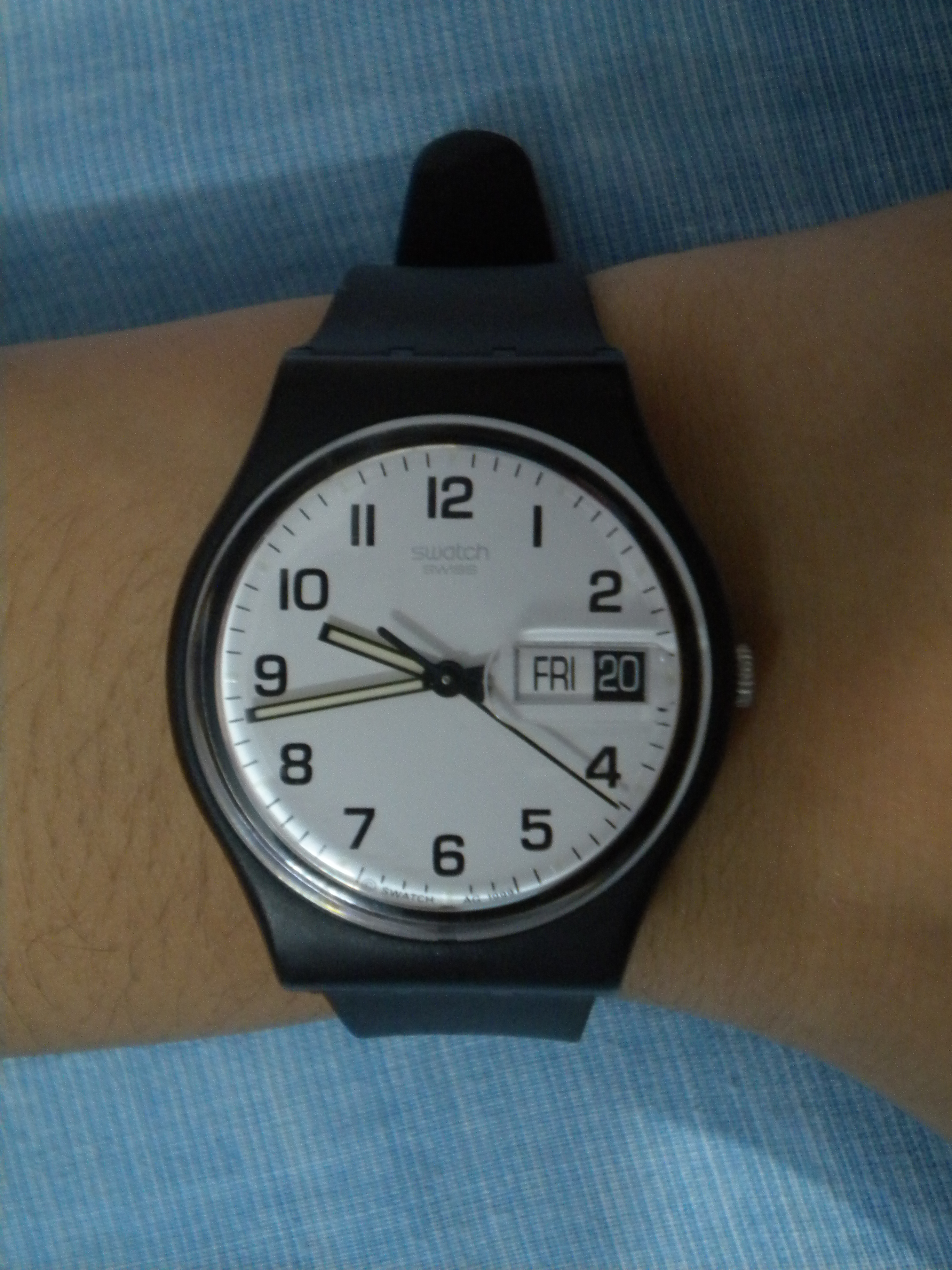
斯沃琪Once Again 腕表

### 斯沃琪集团
1983年，石英危机到达临界点。瑞士制表师人数由1970年的1600人跌至600人。 为此，瑞士的两大表业集团ASUAG（Société Générale de l'Horlogerie Suisse SA）与SSIH（Société Suisse pour l'Industrie Horlogère）于1983年3月合并为斯沃琪集团的前身ASUAG/SSIH（而后演变为SMH，全名Société de Microélectronique et d'Horlogerie），以期拯救瑞士的钟表行业，并于1998年正式更名为“斯沃琪集团（The Swatch Group）”。
为提高利润，斯沃琪自产的腕表采用塑料表壳并作为一次性商品售卖（维修可能性极小），同时采用机器生产，表内零件数也由91降低为51。 最终，斯沃琪的策略获得成功，在不到两年内共售出了二百五十万枚手表。 除了自产的斯沃琪，斯沃琪集团还收购了其它著名品牌包括宝玑、宝珀、格拉苏蒂原创、Harry Winston、欧米伽、浪琴、天梭，等等。

### 机械表复兴
虽然斯沃琪的策略获得成功，但在世界总体市场上机械表依然表现不佳。在美国市场上，斯沃琪的手表被视作为一种依靠颜色和图案的时尚表，而大部分市场份额依然被来自日本的电子手表占据。
与此同时，包括百达翡丽、江诗丹顿和劳力士在内的许多幸存的瑞士表行开始向高端奢侈品市场迁移。机械表也逐渐演变为一种奢侈品而非简单的计时仪器，彰显精湛的工艺、美学价值以及独特的设计，甚至象征着拥有者的身份和社会地位。

### 智能手表崛起
2010年起，智能手表在世界表类市场上的占有量激增，该现象在2015年苹果手表推出后尤为明显。 当下智慧型手表的崛起伴随着全球第四次工业革命，因此也可能对瑞士传统钟表业造成新一轮的危机。